# Хонсар
Хонса́р (перс. فریدون‌شهر‎) — город в центральном Иране, в провинции Исфахан. Административный центр одноимённого шахрестана.

## География
Город находится в западной части Исфахана, в горной местности центрального Загроса, на высоте 2248 метров над уровнем моря.
Хонсар расположен на расстоянии приблизительно 130 километров к северо-западу от Исфахана, административного центра провинции и на расстоянии 273 километров к юго-юго-западу (SSW) от Тегерана, столицы страны.

## Население
По данным переписи, на 2006 год численность населения города составляла 20 490 человек; в национальном составе преобладают персы (носители одного из центральноиранских диалектов хонсари).

## Транспорт
Ближайший аэропорт расположен в городе Элигудерз, на расстоянии 32 км к западу от Хонсара.